# Vít Hendrych
Vít Hendrych je český policista, od září 2023 ředitel Generální inspekce bezpečnostních sborů (GIBS), předtím v letech 2019 až 2023 náměstek ředitele GIBS.

## Život
Po základní vojenské službě začínal v roce 1994 jako kriminalista u Policie České republiky v Praze. Od roku 2001 působil jako operativní důstojník v Bezpečnostní informační službě (BIS), v níž zůstal čtyři roky. Dalších deset let pracoval v bezpečnostní divizi polostátní energetické firmy ČEZ a mezi roky 2015 a 2018 byl ředitelem bezpečnostního odboru na Ministerstvu dopravy ČR.
Od ledna 2019 se stal náměstkem ředitele pro podporu výkonu služby v rámci Generální inspekce bezpečnostních sborů (GIBS). Vláda ČR jej v roce 2023 navrhla na post ředitele GIBS po Radimu Dragounovi, kterému 31. srpna 2023 vypršel mandát. Ve stejný den návrh na Hendrychovo jmenování projednal bezpečnostní výbor Poslanecké sněmovny PČR. Vláda Petra Fialy jej jmenovala do funkce s účinností od 7. září 2023.
Dne 8. května 2024 jej prezident Petr Pavel povýšil do hodnosti brigádního generála a 8. května 2025 do hodnosti generálmajora.